# Palisanderholzbaum
Der Palisanderholzbaum (Jacaranda mimosifolia) ist eine Pflanzenart aus der Gattung Jacaranda innerhalb der Familie der Trompetenbaumgewächse (Bignoniaceae). Sie stammt aus Südamerika und wird in frostfreien Gebieten fast weltweit als Zierpflanze verwendet.
Nicht zu verwechseln ist Palisander als Bezeichnung für Hölzer von Baumarten der Gattung Dalbergia, die nicht mit Jacaranda verwandt ist, sondern zu den Hülsenfrüchtlern (Fabaceae) gehört.

## Beschreibung

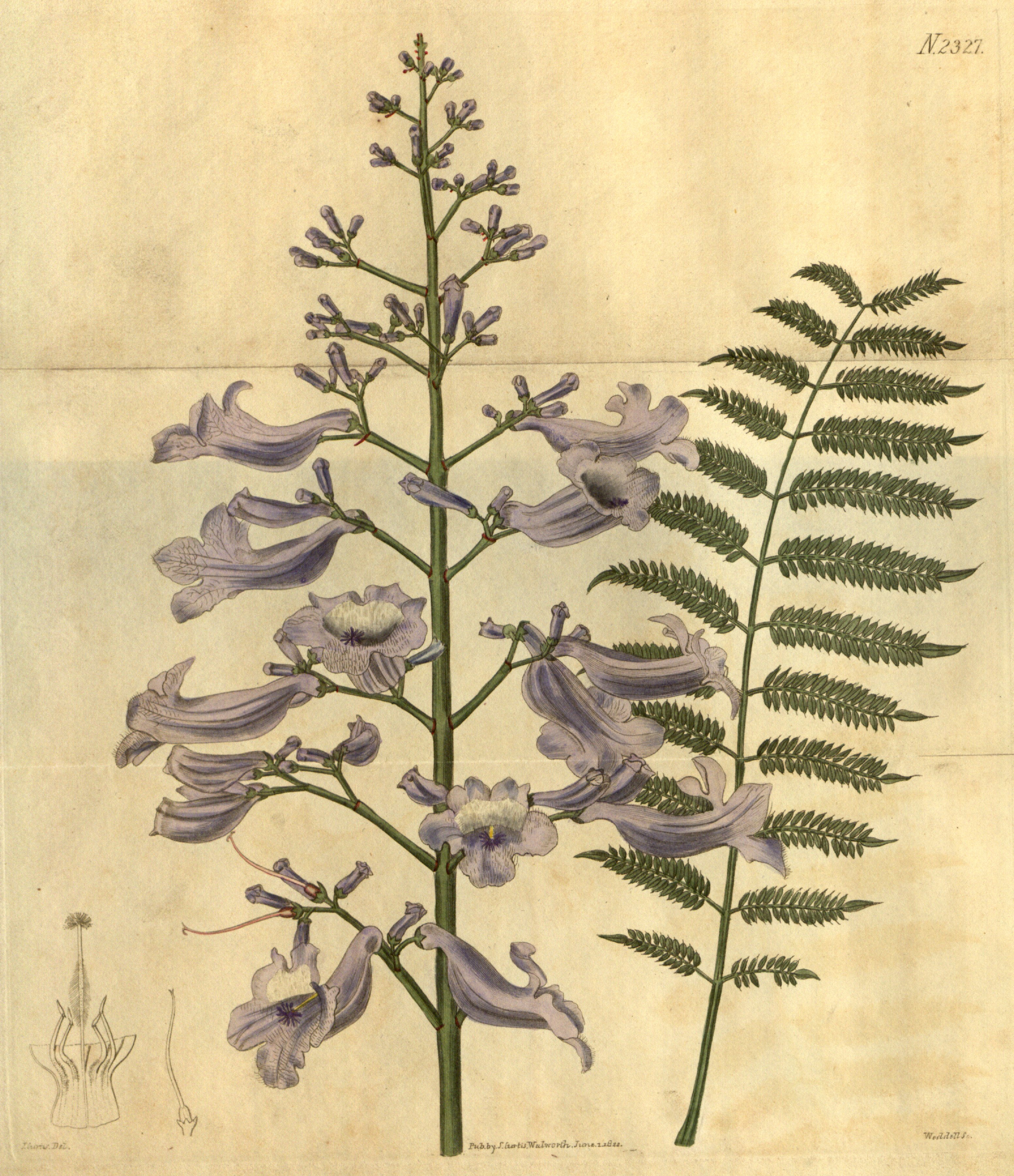
Illustration aus Curtis’s Botanical Magazine, Volume 49, 1822 Tafel 2327

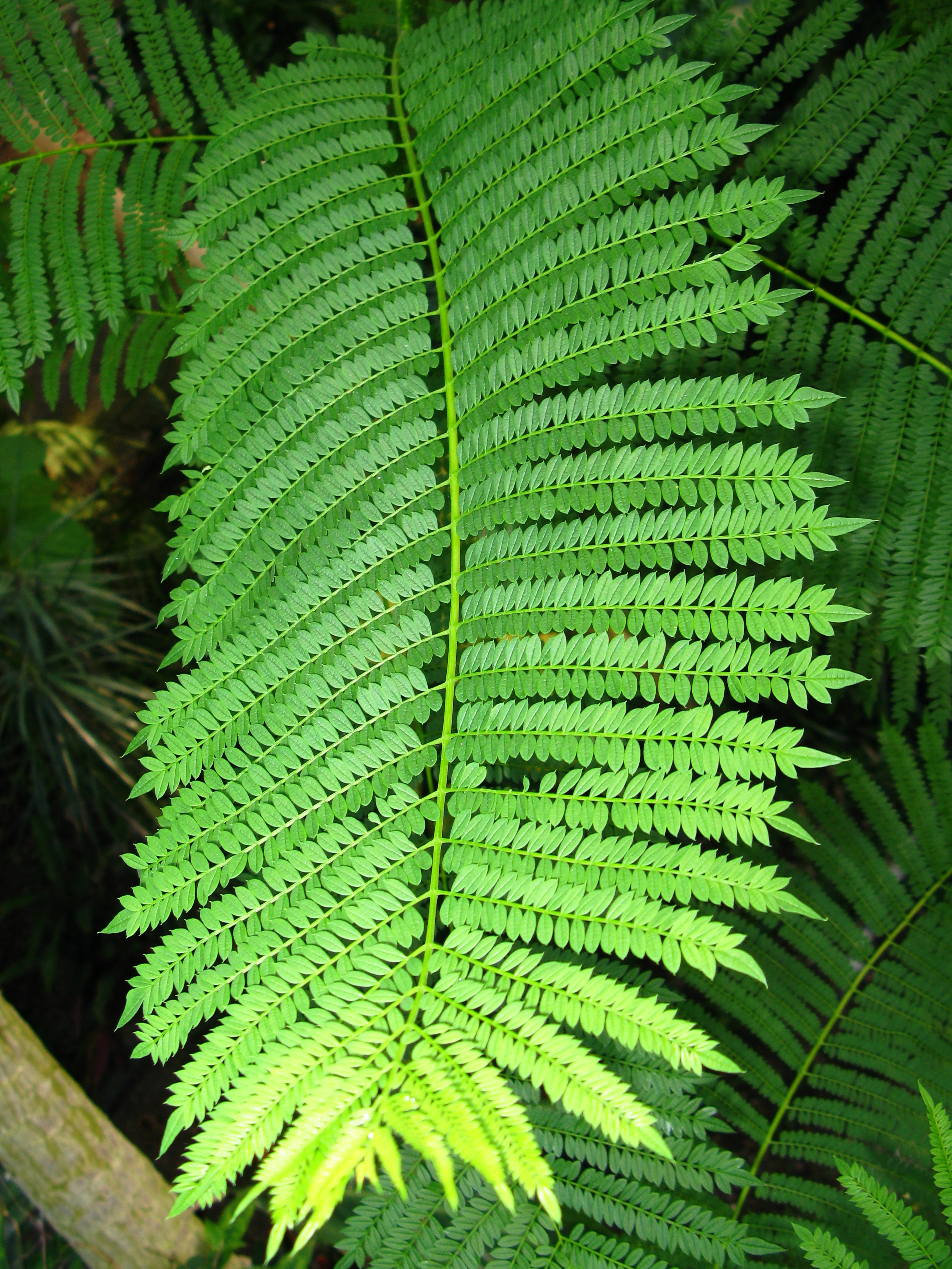
Doppelt gefiedertes Laubblatt

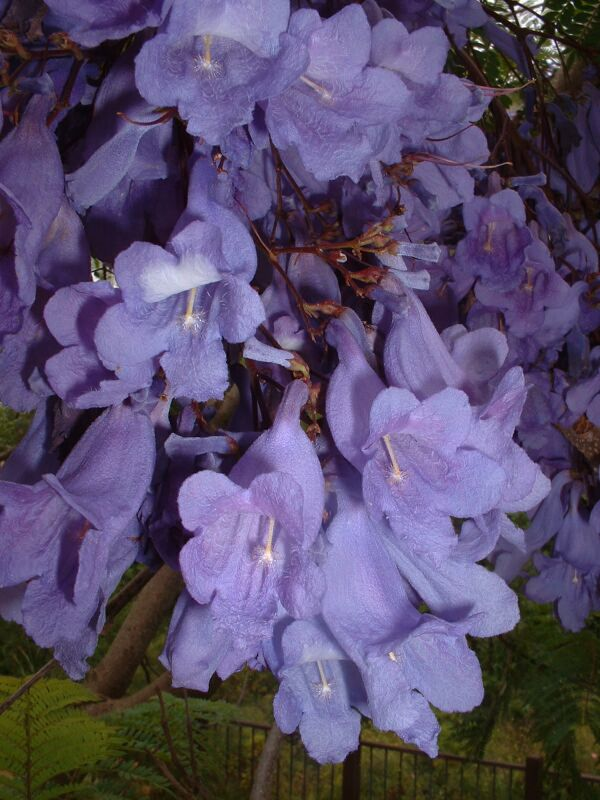
Ausschnitt eines Blütenstandes mit zygomorphen Blüten im Detail

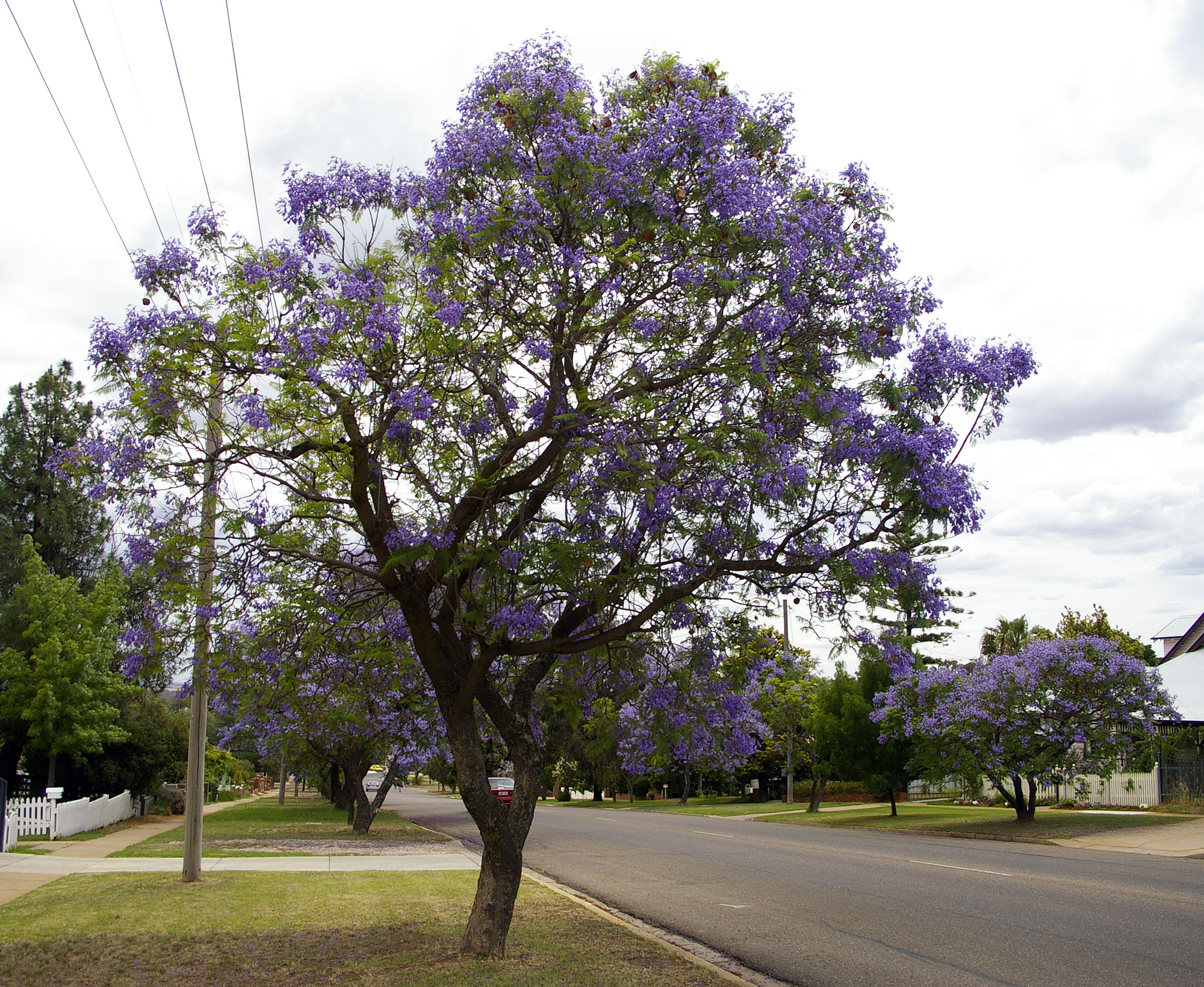
Palisanderholzbaum als Alleebaum

### Erscheinungsbild und Blatt
Der Palisanderholzbaum wächst als laubabwerfender Baum, der Wuchshöhen von 5 bis über 20 Metern, selten bis zu 30 Metern erreicht. Seine Rinde ist im Alter meist grob, rissig bis furchig und von grau-brauner Farbe. Die Baumkrone ist rundlich. Der Stammdurchmesser erreicht über 90 Zentimeter, selten bis über 1,7 Meter.
Die meist gegenständig an den Zweigen angeordneten Laubblätter weisen eine Länge von 15 bis 40 Zentimetern auf und sind in Blattstiel sowie -spreite gegliedert. Die doppelt gefiederte Blattspreite besitzt eine Breite von 10 bis 20 Zentimetern und mehr oder weniger gegenständige meist 15 bis 20 (10 bis 30) 5 bis 10 Zentimeter lange Fiedern erster Ordnung. Die unpaarigen Fiedern erster Ordnung bestehen aus je gegen- bis wechselständigen 15 bis 25 Fiederblättchen. Die sitzenden Blättchen sind bei einer Länge von 3 bis 12 Millimetern und einer Breite von 1 bis 4 Millimetern länglich bis elliptisch oder eiförmig bis verkehrt-eiförmig, etwas asymmetrisch mit spitzem bis zugespitztem oberen Ende, das deutlich bespitzt ist. Die ganzen Ränder der Blättchen sind etwas nach unten eingerollt. Das Endblättchen ist länger sowie lang zugespitzt bis geschwänzt. Es sind keine Nebenblätter vorhanden.

### Blütenstand und Blüte
Die Blütezeit dauert bis zu zwei Monate. Die Blüten sind in einem endständigen, rispigen Blütenstand angeordnet. Die zwittrigen und kurz gestielten Blüten sind fünfzählig und zygomorph mit doppelter Blütenhülle, bis zu 5 Zentimeter lang und 4 Zentimeter breit. Die fünf Kelchblätter sind eng glockenförmig verwachsen. Die fünf blauen bis violetten Kronblätter sind glockenförmig verwachsen und der Schlund ist teils weiß sowie behaart. Es sind vier in Paaren stehende Staubblätter und ein langes, drüsig behaartes Staminodium mit einem Schopf vorhanden. Die zwei basifixen Staubbeutel je Staubblatt öffnen sich mit einem Längsschlitz. Der zweikammerige, oberständige Fruchtknoten enthält viele Samenanlagen. Der schlanke Griffel endet in einer zweilappigen Narbe.

### Frucht und Samen
Die lederartigen, bei Reife holzigen, rotbraunen Kapselfrüchte sind bei einem Durchmesser von 3 bis 6 Zentimetern im Querschnitt kreisförmig, abgeflacht, öffnen sich mit zwei Klappen mit je einem spitzen oberen Ende und enthalten zahlreiche Samen. Die Samen sind von einem deutlichen, häutigen Flügel umgeben.

### Chromosomenzahl
Die Chromosomenzahl beträgt 2n = 36.

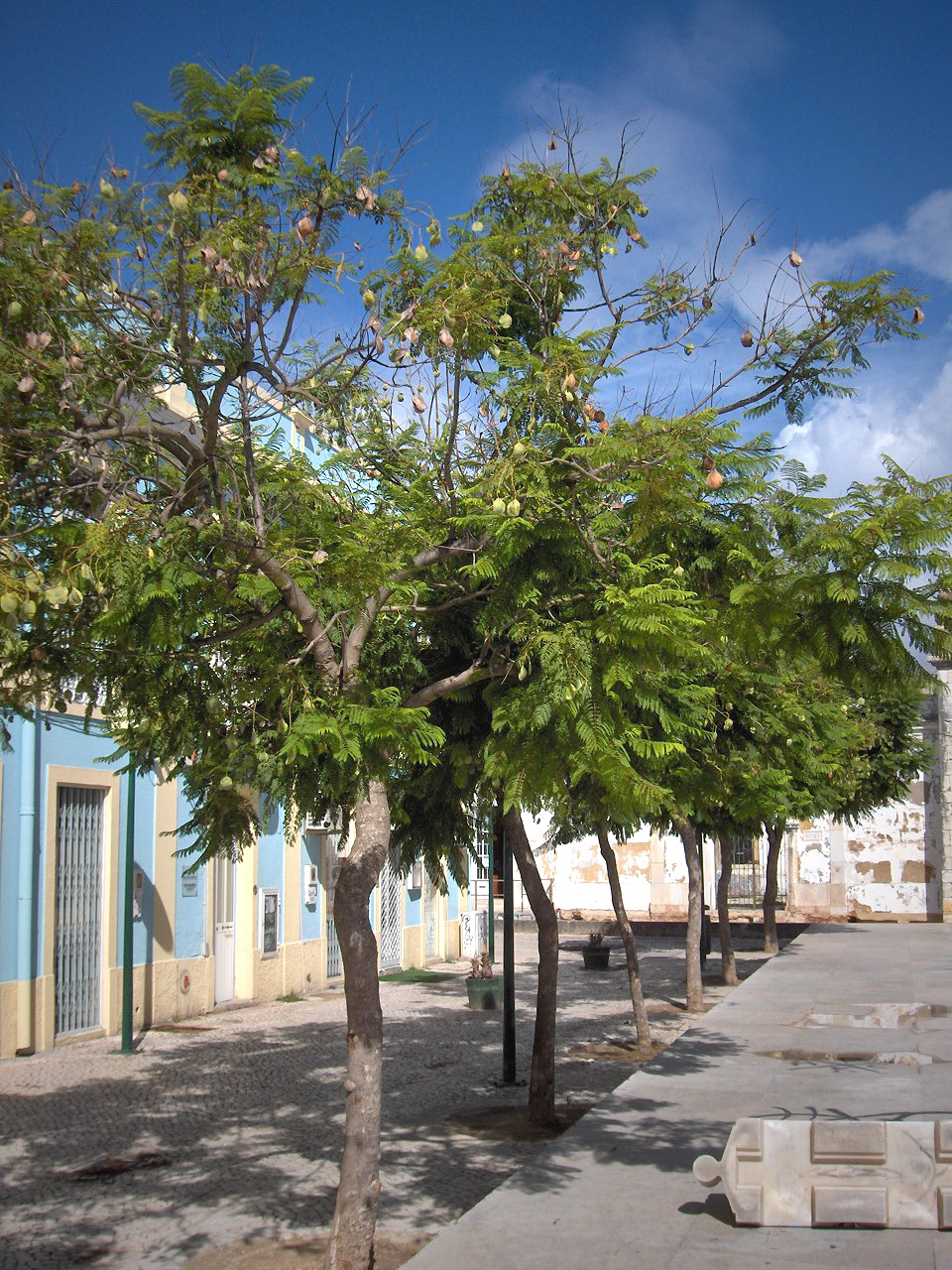
Habitus, Laubblätter und Kapselfrüchte
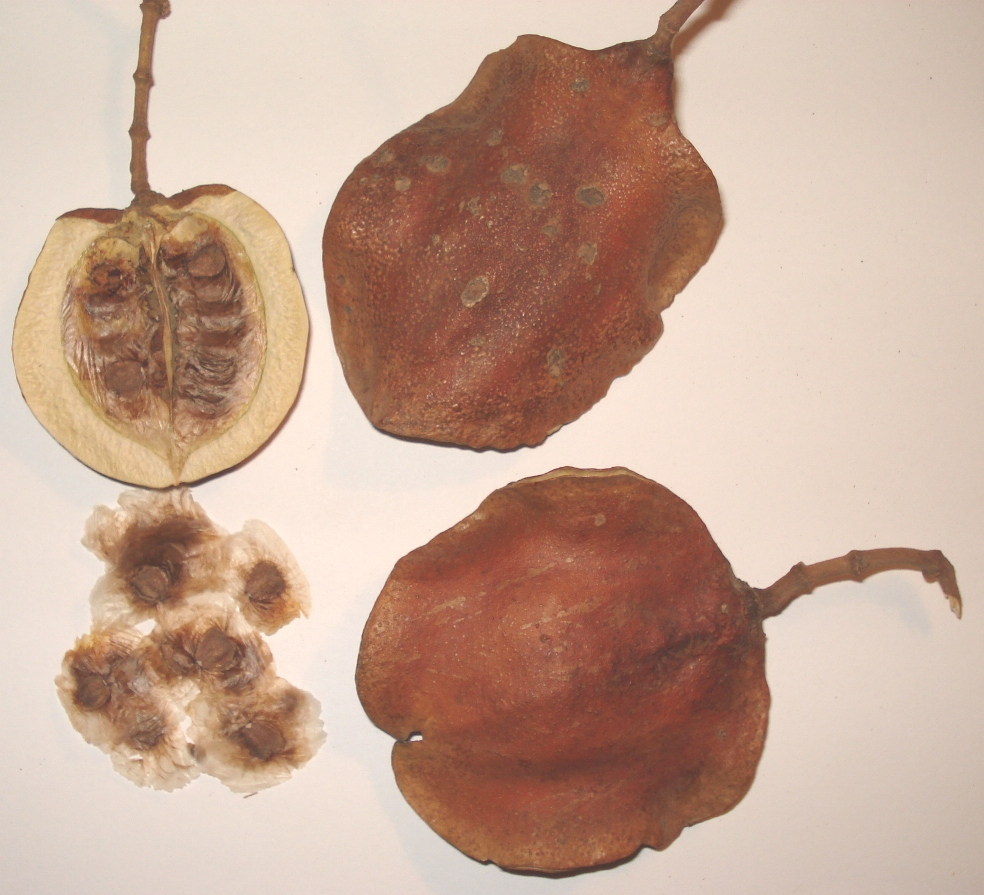
Kapselfrüchte und Samen
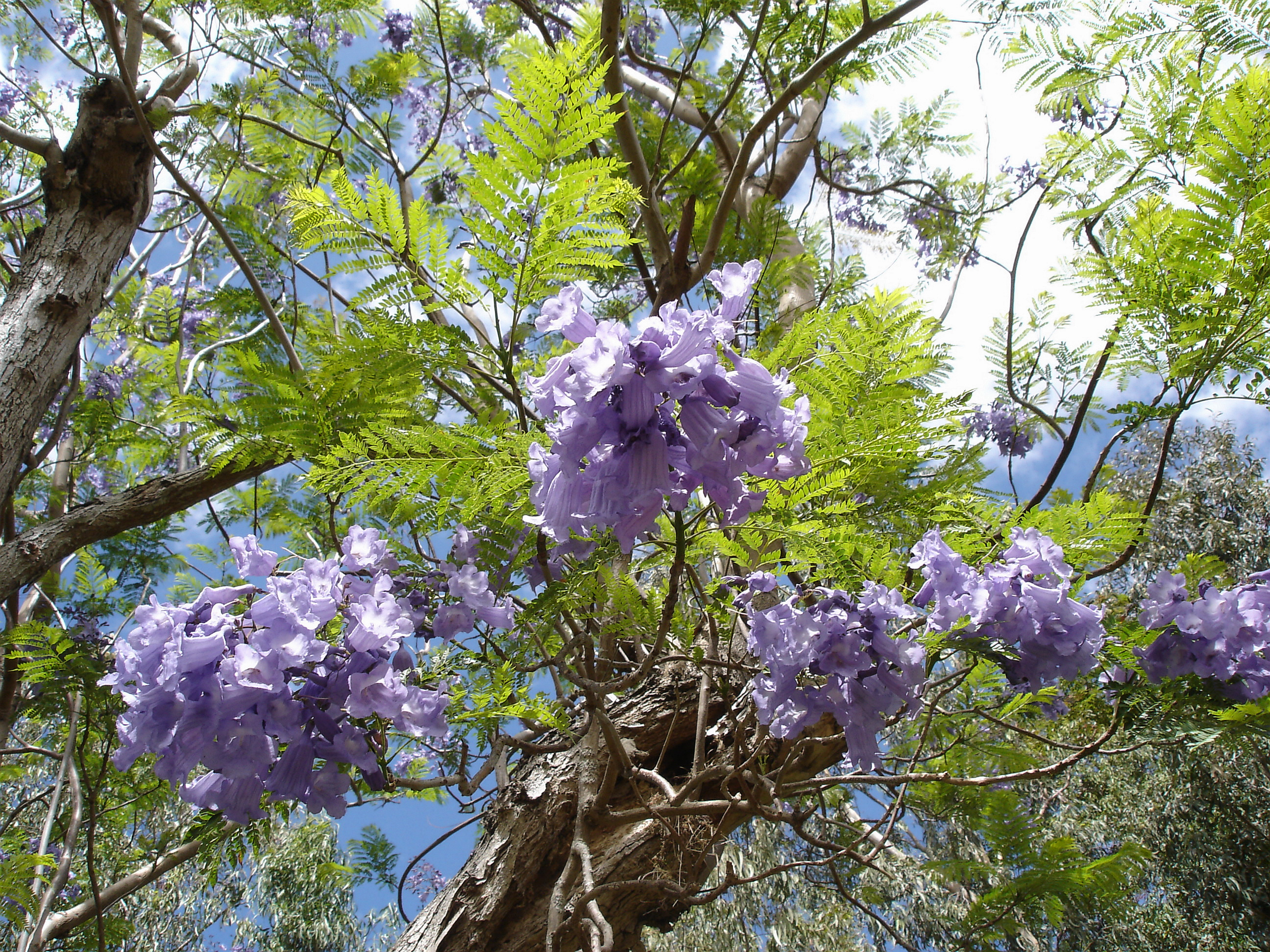
Laubblätter und Blütenstände
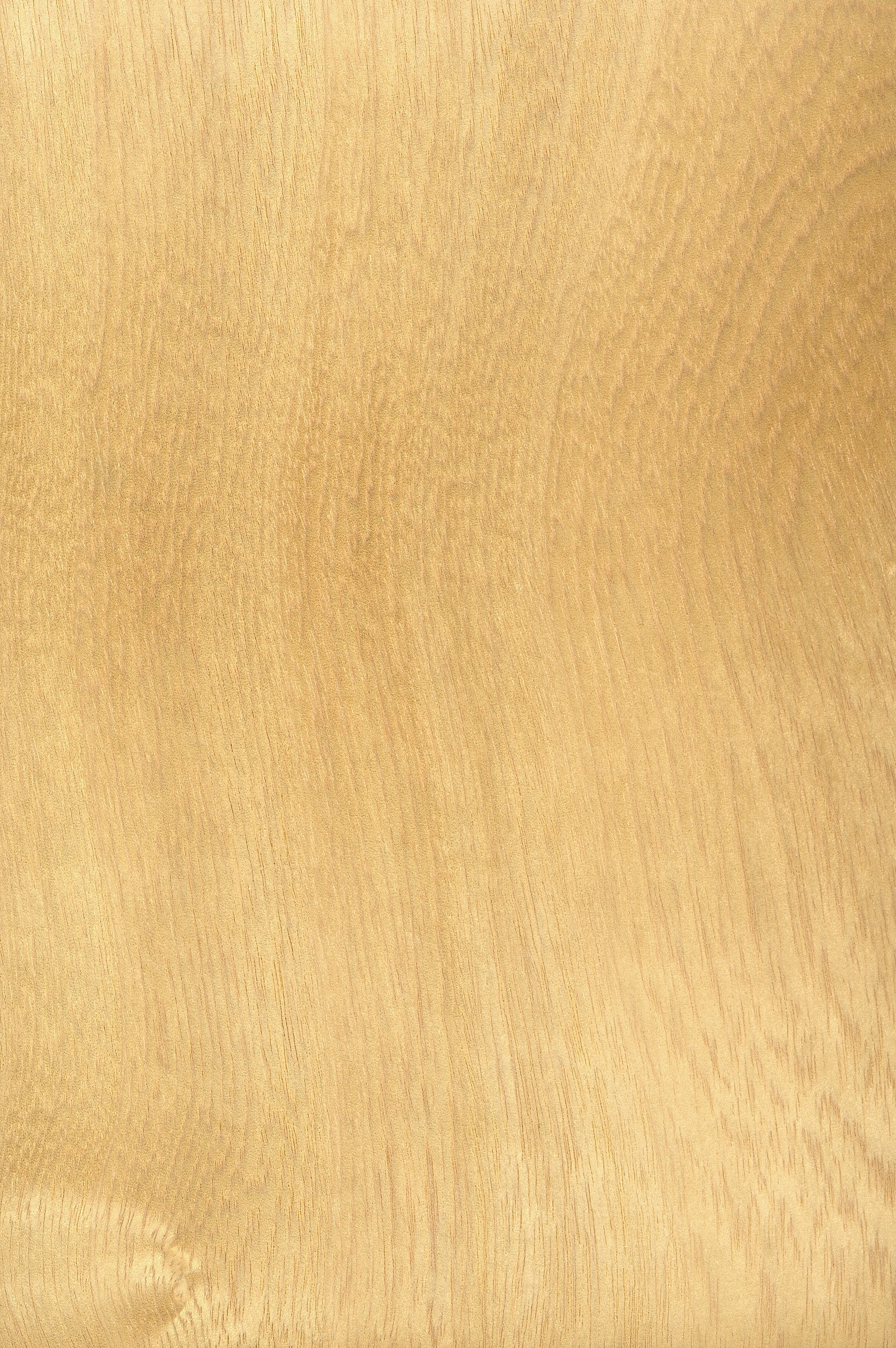
Holzoberfläche

## Verbreitung und Nutzung als Zierpflanze
Das ursprüngliche Verbreitungsgebiet von Jacaranda mimosifolia reicht vom westlichen Südamerika: südliches Bolivien bis ins
südliche Südamerika: nordwestliches Argentinien (Entre Rios, Jujuy, Salta, Tucuman), Paraguay (Alto Paraguay, Cordillera) und Uruguay.
In geeigneten, subtropischen, Klimaregionen wird der Palisanderholzbaum fast weltweit aufgrund seiner auffällig violetten Blüten als Ziergehölz verwendet. Jacaranda mimosifolia ist kälteempfindlich, kann jedoch kurze Perioden mit Temperaturen um −7 °C verkraften. Beispielsweise in Südafrika (Eswatini) sowie in Australien (Queensland), wird dieser Neophyt wegen seiner Neigung zur Verwilderung sogar als invasive Pflanze betrachtet, der die Biodiversität gefährdet.

## Taxonomie
Die Erstbeschreibung von Jacaranda mimosifolia erfolgte 1822 durch David Don in Botanical Register. London, Band 8, Tafel 631. Synonyme für Jacaranda mimosifolia D.Don sind: Jacaranda chelonia Griseb., Jacaranda acutifolia auct. non Humb. & Bonpl., Jacaranda ovalifolia R.Br.

## Sonstiges
In der Homöopathie wird Jacaranda bei eitriger Balanitis verwendet.
Der Extrakt aus Jacaranda mimosifolia wirkt gegen Bacillus cereus, Escherichia coli und Staphylococcus aureus.
In Australien verbindet ein Weihnachtslied die Blütezeit des Palisanderholzbaums (im englischen Jacaranda oder Blue Jacaranda) mit dem Beginn der Weihnachtszeit:
„... When the bloom of the jacaranda tree is here, Christmas time is near.“